# المتلازمة السابقة للإثارة
المتلازمة السابقة للإثارة (بالإنجليزية: Pre-excitation syndrome)‏ هو اضطراب نظم قلبي، حيثُ يحدثُ زوال الاستقطاب للبطينين في القلب مُبكرًا، يؤدي هذا الأمر إلى حُدوث انقباض بطيني سابق لأوانه جُزئي. من أشهر أشكالها هي متلازمة وولف-باركنسون-وايت.

## الأنواع
| النوع                        | سبيل التوصيل                           | فترة PR | فترة QRS | موجة دلتا |
| متلازمة وولف -باركنسون -وايت | حزمة كينت (من الأذينين إلى البطينين)   | قصير    | طويل     | نعم       |
| متلازمة لاون-غانونغ-ليفاين   | "حزمة جيمس" (من الأذينين إلى حزمة هيس) | قصير    | طبيعي    | لا        |
| نوع ماهايم                   | ألياف ماهايم                           | طبيعي   | طويل     | لا        |